# 老特拉福德球场
奧脫福球場（Old Trafford）是位於英格蘭大曼徹斯特郡的一個專業足球場，為曼徹斯特聯的主場，可容納75,635人，是英國第二大及全歐洲第十一大的球場。奧脫福為全英格蘭三個歐洲足協五星級足球場之一，因此可以承辦歐洲聯賽冠軍盃及歐洲國家盃的決賽。卜比·查爾頓爵士起了一個「夢劇場」的外號。
奧脫福球場由1910年起作為曼聯的主場，曾經於第二次世界大戰受到德軍空襲而花了八年的時間(1941年至1949年)來維修。球場分別於1990年代及2000年代進行擴建工程。北、東、西看台均已經擴建至第二層，未來計劃再把南看台擴建，總容納人數預計可以增加至90,000人。1939年，球場創造了最高入場人數，但比賽卻不是由曼聯出賽，而是由甘士比對戰狼隊的英格蘭足總盃準決賽，總共有76,962名觀眾入場觀看。
在溫布萊球場尚未完成重建前，球場經常舉辦足總盃的準決賽及英格蘭足球代表隊的賽事。而不少國際大型賽事如1966年世界盃足球賽、1996年歐洲國家盃及2003年欧洲冠军联赛决赛亦曾於奧脫福舉辦。除了足球賽事外，球場亦有作為過2000年聯盟式橄欖球世界盃決賽的場地。

## 歷史

### 興建及早期

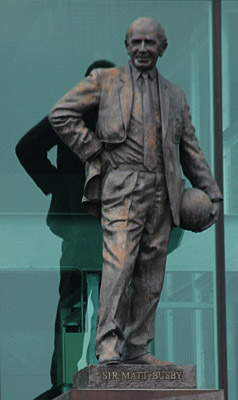
竪立在東看台外的马特·巴斯比雕像

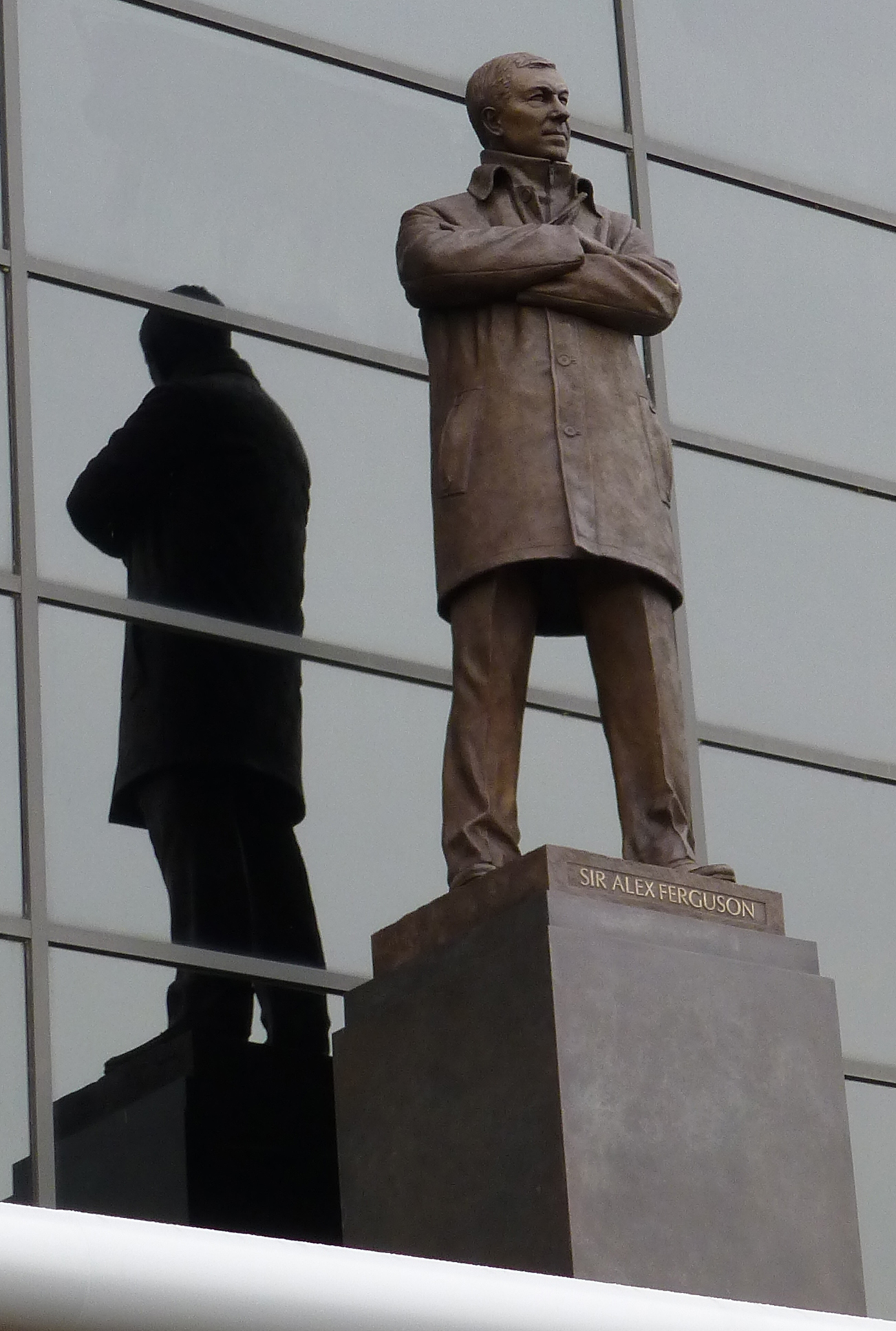
竪立在北看台外的費格遜爵士雕像

1902年之前，曼聯的前身紐頓希斯LYR在紐頓希夫的北路球場及錯誤：語言代碼「Clayton」不存在的銀行街球場作賽，但球場卻由於經常受到附近工廠的影響而令草地品質下降。 因此，隨著球隊改名及面臨破產邊緣，球會新主席約翰·戴維斯表示銀行街球場並不適合作為一支曾經奪得甲組聯賽及足總盃冠軍球隊的主場球場，於是決定興建新球場以滿足球隊的需求。 戴維斯經過一輪的考察後，決定在橋水運河附近的一塊位於特拉福德的地皮興建球場，作為球隊的新主場。
球場由具設計球場經驗的蘇格蘭建築師阿奇巴爾·雷奇負責奧脫福球場的設計，球場原本設定為一個可以容納100,000人的大型球場，南看台（查爾頓爵士看台）擁有上蓋及特色椅子，而其他看台則為露天看台。 包括買地費用在內，球場原本預算的總建築費用為60,000英鎊。可是，由於成本上漲，球場需要增加額外的30,000英鎊才能成為一個容納100,000人的大型球場，於是會方決定把容納人數減少至80,000，以避免令工程成本大幅增加。 但儘管成本降低，這個球場的驚人花費卻仍令曼聯被人戲稱為「富豪聯」。 由於建築費用實在太過龐大，主建築師阿奇巴爾·雷奇不得不於1908年5月致函有火車路線駛經球場旁的柴郡路線委員會，希望可以得到委員會一筆10,000英鎊的貸款，並承諾於未來5年每年歸還2,000磅或以每年一半的門票收入來換取委員會資助興建球場，用以降低曼聯會方的財政壓力。雖然會方以球會及另外兩間釀酒廠的名義擔保，委員會卻始終未有通過這個方案。 及後，委員會因應有新球場落成，在這裡興建了新的特拉福德公園站。 車站及後改名為聯隊足球場站， 於1936年初卻再次改名為奧脫福足球場站。平日車站並不會進行服務，只是會於比賽日由蒸汽火車由曼徹斯特中央車站行走至奧脫福足球場站的區間服務。
球場建築由馬禮遜·布拉梅爾德負責監督， 並於1909年年尾正式落成。球場的揭幕賽於1910年2月19日舉行，曼聯坐鎮主場迎戰宿敵利物浦。可是曼聯卻未能為球迷獻上一場勝仗，被利物浦以4–3擊敗。據當時的一名記者報導，這是他見過最大、最漂亮、最寬敞及最舒適的球場。當時來說，這個球場確實是無可匹敵的，亦為作為球場主隊的曼聯帶來了榮譽。
在溫布萊球場於1923年建成之前，包括奧脫福在內的多個球場都曾經舉辦過英格蘭足總盃決賽。 奧脫福第一次舉行足總盃決賽是1911年年度，巴拉福特及紐卡素於水晶宮激戰120分鐘後仍然互無紀錄後，賽會方面擇地奧脫福重賽。巴拉福特在58,000名觀眾面前以1–0擊敗對手，奪得第一次的足總盃冠軍。 而第二次舉行足總盃決賽則要到4年後的1915年，錫菲聯以3–0大勝車路士，奪得錦標。比賽吸引了50,000名球迷入賽觀戰，球迷多數來自軍隊，因為本屆決賽被稱為「泥黃盃決賽」(the Khaki Cup Final)。1920年12月27日，奧脫福舉行了一場二戰前曼聯在聯賽最多人入場的一場比賽，曼聯在70,504名球迷面對以1–3不敵阿士東維拉。1926年4月17日，奧脫福首次舉行國際賽，英格蘭在49,429名支持者面前以0–1不敵來訪的蘇格蘭。 不幸地，奧脫福所保持的入場人數紀錄並沒有曼聯參與在內，1939年3月25日舉行由甘士比決戰狼隊的一場足總盃準決賽是目前奧脫福入場人數最多的一場賽事，總共有76,962名觀眾入場觀看賽事。

### 二次大戰空襲
1936年，曼聯用了一筆35,000英鎊的維修費，為北看台（現在的費格遜爵士看台）加設80碼長的上蓋， 2年後再為南看台旁邊的角落加設上蓋。 在第二次世界大戰爆發時，奧脫福被英軍徵用，作為軍隊的軍營及補給站。 雖然球場被徵用，但足球賽事仍然有在球場舉行。直至1940年12月22日，德軍轟炸附近的奧脫福公園，令球場亦受到了損毀。這次的損毀令將於聖誕節舉行由曼聯對史托港的比賽需要遷移到史托港的主場舉行。 在大約2個多月的維修後，奧脫福球場終於可以於1941年3月8日重新舉行賽事，但3日後卻再次受到德軍的另一輪空襲，而受到更嚴重的損毀。以致曼聯會方需要另覓球場作賽。 在占士·吉遜的壓力下，戰爭破壞委員會承諾賠償曼聯4,800英鎊以清理損毀的殘骸及17,478英鎊以重建球場。 當重建進行時，曼聯決定以每年5,000英鎊及部分門票收益借用同市球會曼城的主場緬因路球場，作為球隊的代主場。 當時球會仍然有大約15,000英鎊的債務，顯然未能支持對緬因路球場的借用費。有人曾經向政府要求增加賠償，可惜卻不得要領。1949年，奧脫福球場在關閉近10年後，終於可以重新開門。曼聯在1949年8月24日終於重返奧脫福作賽，並在41,748人面前以3–0擊敗保頓。

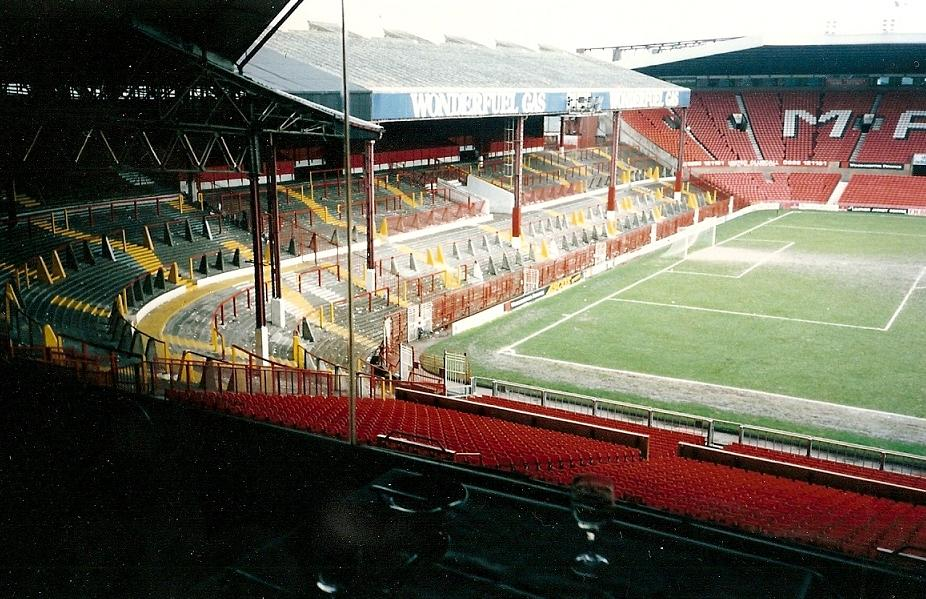
1990年代早期的西看台

### 完成總體規劃
原本位於主看台（南看台，現在的查爾頓爵士看台）的上蓋於1951年復修完成後，其餘3個看台亦緊接加上了屋頂，最後於1959年完成安裝於西看台的上蓋後，所有的看台都完成上蓋工程。 曼聯亦投資40,000英鎊裝置了泛光燈，以符合參加於晚間舉行的歐洲賽事資格，因而不需要再利用緬因路球場作賽。為了避免顯眼的陰影被投射到球場上，其中兩節主看台的上蓋被逼拆除。 曼聯第一場需要利用到泛光燈作賽的第一場比賽是1957年3月25日對保頓的一場甲組聯賽賽事。
雖然觀眾可以在晚間欣賞於奧脫福舉行的比賽，可是觀眾仍然受到承托上蓋的柱所阻擋而妨礙他們看球。乘著1966年世界盃足球賽於英格蘭舉行，曼聯會方於1965年決定重新設計北看台及東看台，並把承托上蓋的柱移去，改為現代化的懸臂柱。此舉令所有觀眾都能完全欣賞到毫無障礙物阻擋他們的比賽， 同時令聯隊路看台（北看台）的可容納人數增加至20,000人(10,000個座位及10,000個站位)，這計畫總共耗資350,000英鎊。 新看台的設計公司「馬瑟和納特」（現在的艾夫頓·富拿） 把看台前的空地重建成一個大型露天階梯看台，並加設英國足球史上的首個廂房。兩個看台改成懸臂柱設計後，球會班主搬出一個雄圖大計，長遠構想把其餘兩個看台都改為懸臂柱，令球場變成一個對稱的碗形球場。 會方希望這個工程能將球迷的聲音盡量集中在球場，令場內的球員更能感受到場內的氣氛及氣勢。 期間，球場再次舉辦其第三次英格蘭足總盃決賽，共有62,078名觀眾入場觀看由列斯聯對車路士的1970年足總盃決賽重賽。最後車路士以2–1擊敗對手，成為該屆冠軍。1970年代由於英國足球流氓的潮流急劇上升， 以及曼聯於1974年由甲組聯賽降級，球會的流氓組織「紅軍」惡名昭彰。一次把刀拋進球場的暴力事件令球會在奧脫福安裝全英國第一幅圍欄，以分隔位處看台的球迷以及場內草地。
1973年球場周邊都改為有上蓋設計的同時，東看台增加5,500個座位，並把舊款的記分牌汰換，於東北角裝設一塊新的電子記分牌。一個三百萬英鎊的擴建工程於1975年展開，並於主看台增加廂房。廂房可以遠眺場內，但部分視線仍然受到承托上蓋的柱所阻擋。因此，北看台、東看台及主看台及後都改成懸臂柱設計。廂房及懸臂柱上蓋令看台的全長增加，此改變令球會辦公室亦可以從奧脫福東南角改到主看台。球會辦公室遷移後，其位置都改建成座位，令奧脫福總共有座位25,686個，站位30,699個。懸臂柱設計亦令球場的泛光燈位置需要全新設置，此舉於1987年重組完成。

### 變換全座位
隨著每次的球場改善工程的進行，球場的容納人數不斷下降。1980年代，球場的容納人數由80,000人下降至大約60,000人。直至1990年代，政府聽從泰萊報告的建議，要求各球場一律取消站位改為全座席。這代表曼聯需要三至五百萬英鎊把西看台近草地的低座露天階梯看台全部改為座位。 除此之外，其他低座三個露天階梯看台都要拆除。除了要耗資一千萬英鎊外，亦令奧脫福的總容納人數降至歷史新低，只可容納大約44,000位球迷入場。 可是，政府卻通知曼聯會方只能從是次政策的賠償方案中獲得大約一百四十萬，最多二百萬英鎊的賠償金額。西看台的重建於1992年至93年度球季末完成，至此所有看台都建有懸臂柱上蓋，會方當年的宏願終於達成。

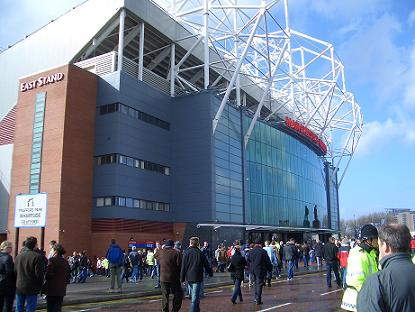
東看台的重建於2000年至2001年度完成

在費格遜爵士帶領下，曼聯於1990年代早期復甦，令會方決定繼續發展老特拉福德球場。1995年，宣佈於重建北看台， 計劃於1996年歐洲國家盃前完成。球會於1995年3月耗資九百二十萬英鎊，收購聯隊路另外一邊大約佔地20英畝的特拉福德公園貿易邨。工程於1994年至95年度球季末開始動工，並趕及於96年5月歐國盃開幕前啟用，舉辦三場小組賽、一場半準決賽及一場準決賽。新看台的設計再次交由設計公司「艾夫頓·富拿」（原馬瑟和納特）主理，造價一千八百六十五萬鎊。三層高的新看台提供25,500個座位，令球場總容納人數上升至55,000人。其懸臂柱亦成為當時全歐洲最大，其長度由看台後壁至上蓋邊緣總長58.5米（192英尺）。 隨著球隊繼續取得好成績，曼聯會方再宣佈老特拉福德的擴建計劃。首先，東看台會興建第二層，並已經於2000年1月啟用，同時球場可以容納61,000名觀眾同時觀看比賽。西看台亦在隨後興建第二層，又增加了7,000個座位，而總容納人數亦增加至68,217人。 奧脫福於三年後迎來自己的第一場歐洲主要賽事決賽，舉辦由祖雲達斯及AC米蘭參賽的2003年歐洲聯賽冠軍盃決賽。
由2001年起，由於溫布萊球場進行重建工程，英格蘭足球代表隊需要於其他球場進行比賽。球隊於首幾年於全個區域的球場輪流作賽，由位於伯明翰的維拉公園球場至紐卡素的聖占士公園球場。不過，2003年至2007年間，奧脫福舉辦了23場英格蘭主場賽事當中的12場，比例高於其他球場。奧脫福最近一次舉行國際賽事是2007年2月7日主場以0–1不敵西班牙， 賽事總共有58,207名觀眾入場欣賞。

### 2006年擴建
奧脫福於2005年7月至2006年5月進行最近一次擴建，在球場的東北角及西北角增加了第二層，並提供了8,000個座位。 新建成的座位分批啟用，第一批已經於2006年3月26日啟用，並令該場比賽以69,070人創造了英超入場人數紀錄， 紀錄隨著新座位不斷落成而繼續推高，直至2007年3月31日達到頂峰。有76,098名球迷入場見證曼聯以4–1擊敗布力般流浪。 在2009年，球場對座位進行了重新配置，導致座位數減少了255個，目前座位數為75,957個，意味著俱樂部的入場人數記錄至少在下一次球場擴建之前會保持不變。

## 結構及設施

奧脫福的看台結構，陰影部分為作客球迷區

奧脫福球場的草地由四個全座位的看台包圍，官方稱為東看台、卜比·查爾頓爵士看台（南看台）、西看台及亞歷斯·費格遜爵士看台（北看台）。除了面對擴建困難的查爾頓爵士看台之外，每個看台最少有兩層。 在低層的看台亦有分為高座及低座，其中低座就是由1990年代的露天階梯看台改建而成。

### 亞歷斯·費格遜爵士看台（北看台）
從前稱為聯隊路看台和北看台的費格遜爵士看台，經過擴建後已經把聯隊路侵佔。現時的費格遜爵士看台於1996年啟用，代替之前只有一層的看台。看台總共有三層高，並且可以容納大約26,000名觀眾，是四個看台之中最多的。費格遜爵士看台亦有提供一些廂房給球迷。作為球場的主看台，費格遜爵士看台包含大量球場的設施，包括曼聯主題咖啡店及曼聯博物館。曼聯博物館於1986年開幕，為全球首間以球會歷史為基礎的博物館。 原來的曼聯博物館設於奧脫福東南角，直至1998年才搬遷至重建完成後的北看台。當時，球會更邀得球王比利於1998年4月11日主持博物館搬遷儀式。根據曼聯官方網頁，博物館每年可以吸引200,000位參觀者。2011年11月5日，為了慶祝費格遜爵士在俱樂部執教25週年，北看台被命名為費格遜爵士看台。2012年11月23日，費格遜爵士的銅像正式揭幕。

### 卜比·查爾頓爵士看台（南看台）
在費格遜爵士看台對面的是查爾頓爵士看台，從前稱為南看台，以前是奧脫福球場的主看台。雖然只有一層看台，卻擁有全個球場最多的廂房。 所有貴賓來到奧脫福觀賞賽事，都會被安排到查爾頓爵士看台欣賞。而媒體記者都會坐在查爾頓爵士看台看中央，令他們得到良好而清晰的角度觀看球賽。而電視的鏡頭都是位於查爾頓爵士看台，因此電視上的景觀就是查爾頓爵士看台的景觀。 而評述員廂房亦位於查爾頓爵士看台，曼聯官方電視台MUTV的廂房位於東面，而其他如英國廣播公司及天空電視台的廂房則在西面。 後備席位於查爾頓爵士看台的中心前方，那裡的高度比草地高，令領隊及教練能夠有更廣闊的視野去欣賞比賽。位於兩個後備席的內側則為奧脫福舊的球員通道，已經於1993年停用。這條通道是1910年最原始的奧脫福球場僅存的一部分，其他則已經毀於二次大戰的炮火之中。 2008年2月6日，通道則被重新命名為慕尼黑通道，紀念1958年的慕尼黑空難發生50週年。而現時使用的球員通道則位於球場西南角，入口亦加大以防備突發事件的發生。當舉辦一些活動需要大型機器進入草地時，於通道入口以上的座位可升至25英尺（7.6）高， 使其可以通過。球員通道連接著球員的更衣室，途中包括電視訪問及球員消閒區。2016年2月15日，曼聯宣布於4月3日，將南看台命名為查爾頓爵士看台，以紀念球會傳奇名宿查爾頓爵士首次代表曼聯上陣60週年。

### 西看台

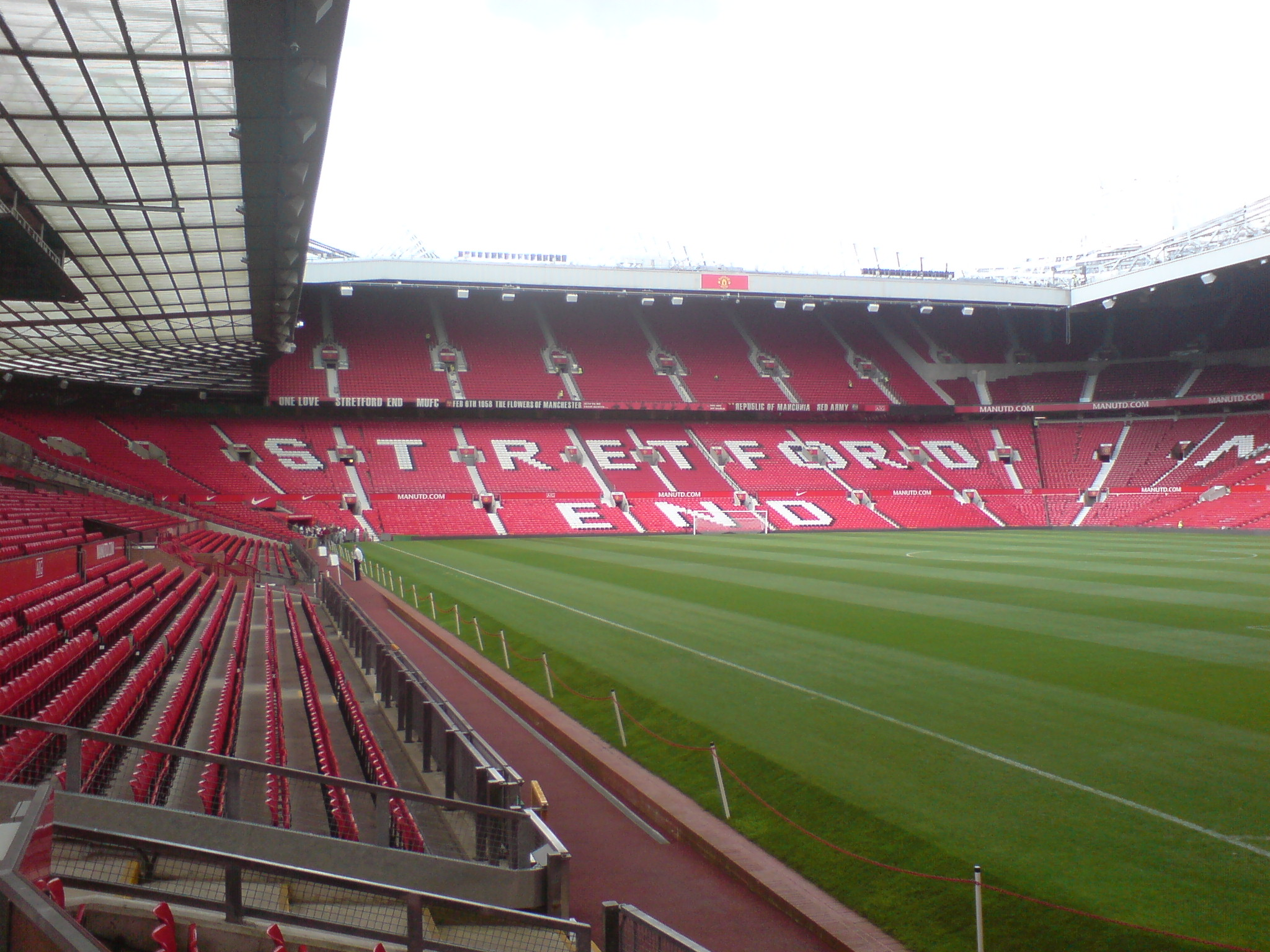
西看台，看台以俗稱馬賽克（鑲嵌畫）的形式顯示出「斯特雷特福德端」

奧脫福最有名的是其西看台，亦被稱為斯特雷特福德端。傳統來說，這裡是曼聯死硬派球迷的根據地，亦是全個球場最為嘈吵的地方。 西看台原本設計為容納20,000名觀眾，西看台亦是最遲增設上蓋及最後取消露天階梯看台的看台。西看台的重建計劃於1992年至93年球季展開，由建築公司「阿法德·麥艾勳」主理，1993年落成 。當西看台的第二層於2000年落成後，大量以前聚集於「K看台」的球迷改為於該處聚集，令那處充斥著標語及旗幟，使那裡最能保留著地道的曼聯文化。曼聯名將丹尼斯·劳有一個稱號是「斯特雷特福德端大帝」，現在於西看台頂層亦有擺放他的銅像，以紀念他，銅像於2002年9月23日揭幕。
曼聯的官方精品店曾經於六個地方留下足跡，首先，精品店位於鐵路旁邊，並且遠離球場。及後，精品就駐紮於南看台，一開始是位於作客球迷入場的地方的對面。其後，商店再遷到其後作為球隊推廣辦公室的地方。由於1990年代早期球隊大受歡迎，商台再搬遷到西看台的前院，並一舉由一個小商店擴大成為一間大型精品店，並由領隊費格遜爵士於1994年12月3日主持開幕儀式。 最近一次的搬遷於1990年代末進行，由於西看台需要進行重建，精品店亦需要另覓居所。最後於2000年東看台完成重建後，精品店遷至當地的一個擁有17,000平方英尺的店舖繼續營業。

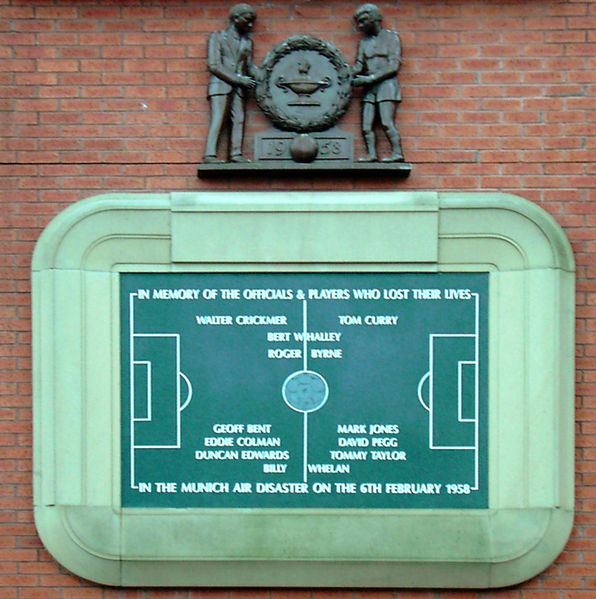
懸掛於奧脫福球場以紀念慕尼黑空難的紀念牌匾

### 東看台
東看台是全奧脫福第二個改成懸臂柱上蓋的看台，僅次於費格遜爵士看台。東看台亦被稱為記分版端，因為球場的記分牌就是位於這個看台。東看台現時可以容納12,000位球迷， 是傷殘人士區及作客球迷區。傷殘人士區提供170個座位，並提供免費座位給隨行照顧的人。以前，奧脫福以字母分配每個部分的座位，而東看台就是以前的「K看台」所在地，這裡的球迷喜用歌聲為球會打氣。 但是由於球場的重建，現在「K看台」的球迷已經遷移到西看台的第二層，但是他們仍舊會以歌聲為曼聯打氣。東看台亦是球會行政中心的所在地，曼聯的職員、曼聯會刊的職員、曼聯官方網站的職員及其他行政人員的工作地點均位於這裡。廣告形象部經常會在東看台的前方推廣，最常是推廣球會贊助商的新產品。該處亦曾經舉辦巴斯比寶貝展覽以紀念慕尼黑空難50週年。在精品店的上方樹立著曼聯傳奇教頭麥·畢士比爵士的銅像。紀念慕尼黑空難的紀念牌匾亦懸掛於東看台，慕尼黑空難時鐘亦位於東看台及南看台的連接點。2008年5月29日，为纪念曼联首夺欧冠冠军40周年，「曼聯三劍俠」，包括佐治·貝斯、丹尼士·羅及卜比·查爾頓的銅像在麥·畢士比爵士路對面揭幕。而三劍俠銅像的對面，正好是帶領曼聯奪得首個歐洲冠軍的畢士比爵士的銅像。

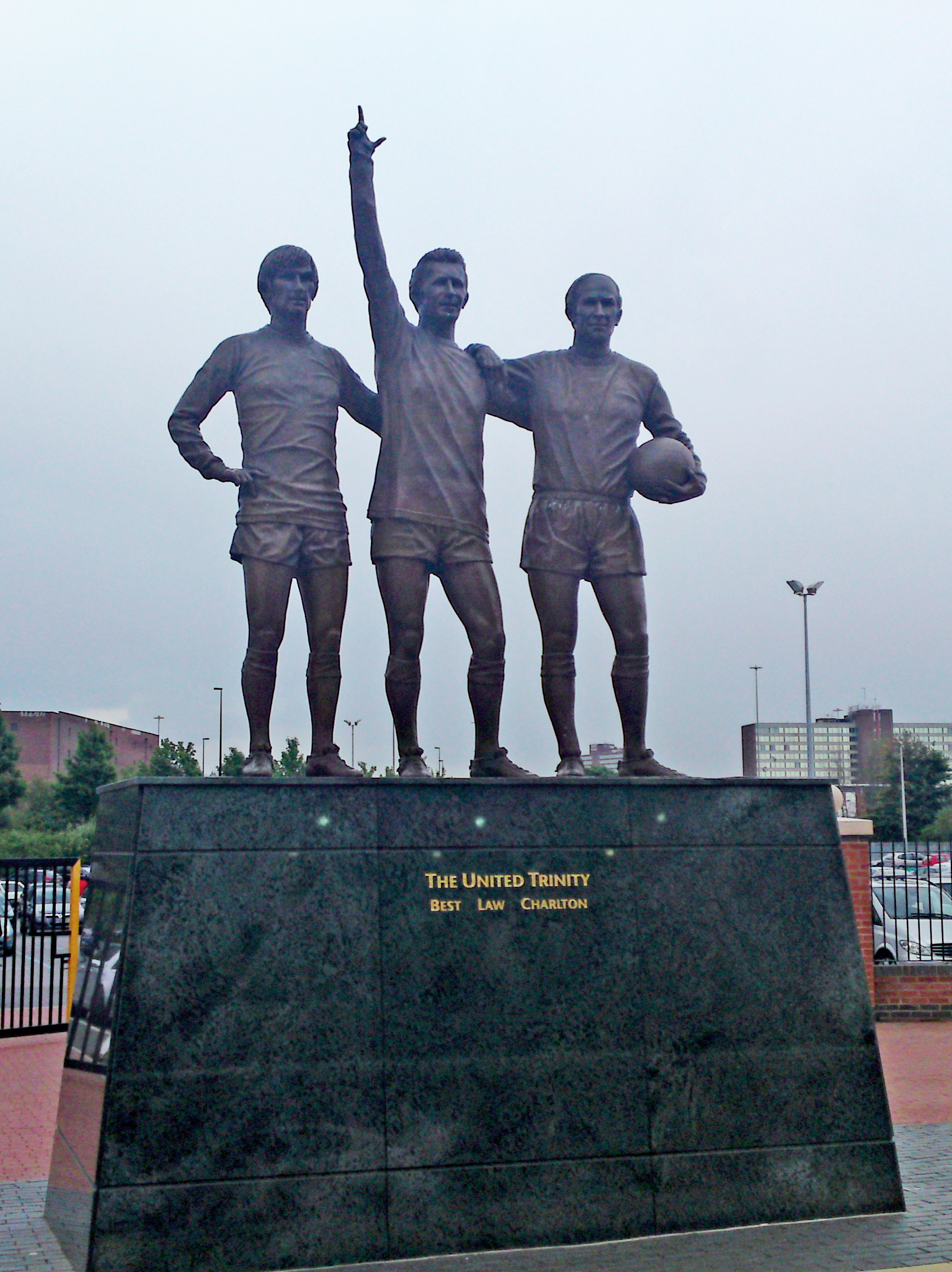
曼聯三劍俠，佐治·貝斯、丹尼士·羅及卜比·查爾頓

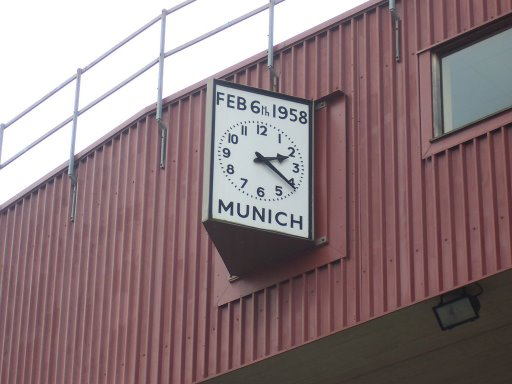
球場東南角紀念慕尼黑空難的時鐘

### 草坪
球場草地的面積為106（116碼）長及69（75碼）闊，每邊有數米用以助跑。球場的中心比邊緣高9英吋，令下雨時球場表面的雨水能流向旁邊。與其他現代化球場一樣，於草地10英寸（25）下是地底發熱系統，藏著23英里（37）的膠製導管。 球隊領隊費格遜爵士經常要求替換草地， 最特別是1998至99年度球隊贏得三冠王那一季的季中亦曾經重舖草地。球場草地亦定期灑水，然而雨季則比旱季灑較少的水。四月至十一月期間，每星期會灑三次水。而十一月至三月每星期則只會灑一次水

### 室內運動場
在1980年代中期，曼聯曾有籃球部，並計劃於現時的E1停車場興建一個可以容納9,000個座位的室內運動場。但是由於那時球隊缺乏資金，籃球事業亦因而出售了。

## 未來發展
2006年東北角及西北角的擴建完成後，曼聯積極繼續擴建奧脫福球場，而下一個計劃就是重建查爾頓爵士看台。查爾頓爵士看台不像其他看台般有兩層，仍然只有一層的座位。若然查爾頓爵士看台可以如費格遜爵士看台般擴建，奧脫福的總容納人數將會突破95,000人，超越溫布萊球場成為英格蘭最大的足球場。 不過，擴建查爾頓爵士看台面對不少挑戰，由於查爾頓爵士看台鄰近鐵路，火車站及路軌或需要搬遷。另外，曼聯會方亦需要收購火車軌附近大約50間民宅，工程總代價達到一億英鎊。 不過，曼聯的物業經理表示擴建計劃乃勢在必行，並且是奧脫福球場一個極之重要的計劃。 不過擴建工程亦有帶來其他問題，查爾頓爵士看台的高度增加會令球場光線減少，其他大型球場如溫布萊球場、班拿貝球場及聖西路球場亦面對這個問題。曼聯領隊亞歷斯·費格遜爵士亦表示奧脫福其他看台的重建早已經令問題浮現。
有人建議，如果這樣的擴建項目得以實施，奧脫福球場將可望成為英格蘭足球代表隊在溫布萊球場以外的另一個主場球場，更認為可以吸引北部的球迷入場支持英格蘭。以及舉辦英格蘭足總盃準決賽，從而為奧脫福球場建立威望。
2016年3月（上次重建十年後），有關重建卜比·查爾頓爵士看台的傳聞再次出現。為了滿足球場的無障礙標準，曼聯投資了1100萬英鎊來升級其設施，在球場周圍各個區域創造了118個新的輪椅位置和158個新的便利座位，並在西看台後建造了一個新的專用大堂。據估計，增加殘疾支持者的座位將導致總座位減少約3,000人。為了緩解座位的減少，考慮了各種擴建計劃，例如在卜比·查爾頓爵士看台上增加第二層，使其達到與對面的費格遜爵士看台相似的高度，但沒有第三層，並將座位增加到約80,000人。複製球場另一側的角落看台將進一步增加座位到88,000人，並增加行政設施的數量。鐵路道上的房屋和鐵路線曾阻礙改善卜比·查爾頓爵士看台，但拆除房屋和工程技術的進步意味着現在可以以更低成本建造額外層數。
2018年，由於後勤問題，該計劃目前被擱置。所需的工作量意味着任何重建都可能是多過一個賽季的項目，由於需要在現時無法進入，或在比賽日期間被球迷佔據的球場範圍設置重型機械，而且看台目前設有更衣室、記者席和電視直播室。球會董事總經理理查德·阿諾德表示：「不確定是否有一種方法可以避免我們無家可歸。」這意味着曼聯將不得不在工程期間離開奧脫福——雖然，熱刺興建新球場期間能夠使用中立的溫布萊球場兩個賽季，但是，奧脫福附近唯一規模相當的球場是當地競爭對手曼城的曼城球場，或者可能是另一競爭對手利物浦的晏菲路球場，兩者均認為不可行。。
2021年，曼聯聯合主席在球迷論壇會議上表示，正在進行奧脫福和卡靈頓訓練中心重建的「早期規劃工作」。在此之前，自2006年以來，對球場缺乏發展的「批評越來越多」。球會正在考慮拆除現有的球場，並在同一地點建造一座全新的球場，但這被認為是「最不可能的選擇」。2024年，曼聯25%股東爵士希望拆除奧脫福球場，並在同一地點建造一座「北部溫布萊」，資金可能來自政府的地方發展政策計劃。2025年3月11日，曼聯確認由福斯特建築事務所設計一座有10萬個座位的新球場，取代奧脫福球場，這是該地區大規模重建的一部分。

## 其他用途
奧脫福除了用作舉行足球賽事之外，還會舉行各種不同的運動。如球場仍未興建時，球場所處位置就是用作進行一種蘇格蘭高地傳統活動新尼的地方。 在第一次世界大戰時，球場亦曾經是美軍用作進行棒球比賽的地方。1981年亦在此進行一項名為林拔·巴特勒盃的板球賽事。
奧脫福亦經常舉辦欖球賽事，包括聯盟式橄欖球及橄欖球都曾經在奧脫福舉行。不過，舉行聯盟式橄欖球的次數比橄欖球的次數為多。自1998年起，每年的聯盟式橄欖球超級聯賽決賽都會在奧脫福舉行。 可是，首場聯盟式橄欖球比賽卻早在1924-25年已經舉行，由蘭開郡代表隊跟紐西蘭隊進行一場友誼賽。 而第一場聯盟式橄欖球聯賽則於1958年11月舉行，由索爾福德市紅人及列斯犀牛在泛光燈下進行對決，這場比賽亦有8,000名觀眾入場欣賞賽事。 第一場在奧脫福舉行的聯盟式橄欖球國際賽是於1986年，來訪的澳洲隊在50,583名觀眾面前以38 - 16擊敗英國隊。1989年世界球會挑戰賽亦曾經在奧脫福舉行，當時在30,768名觀眾面前威德尼斯北歐人以30 - 18擊敗來自澳洲的坎培拉突襲者。 由英國、愛爾蘭及法國聯合舉辦的2000年聯盟式橄欖球世界盃，決定以奧脫福球場作為該屆世界盃的決賽場地。當日有44,329名觀眾入場，見證澳洲隊以40 - 12痛擊紐西蘭隊，成為世界冠軍。 而在奧脫福的首場橄欖球國際賽是於1997年由英格蘭隊迎擊紐西蘭隊，最後卻被客軍以25 - 8擊敗。而第二場則要到2009年6月6日才舉行， 這回英格蘭擊敗了來訪的阿根廷隊。1993年，世界超中量級職業拳擊冠軍賽亦有40,000人場觀看由基斯·愛伯克對奈傑爾·賓的比賽。
除了進行體育活動外，奧脫福球場亦舉辦過很多演唱會。例如布魯斯·斯普林斯廷、邦喬飛、創世紀樂團、洛·史超域及就是紅合唱團等，都曾經在奧脫福球場舉行個唱。奧脫福球場亦經常外借舉辦一些私人派對如婚禮、聖誕節派對及一些工作會議等。 球場首次於1996年2月外借舉行第一個於奧脫福球場進行的婚禮。

## 紀錄

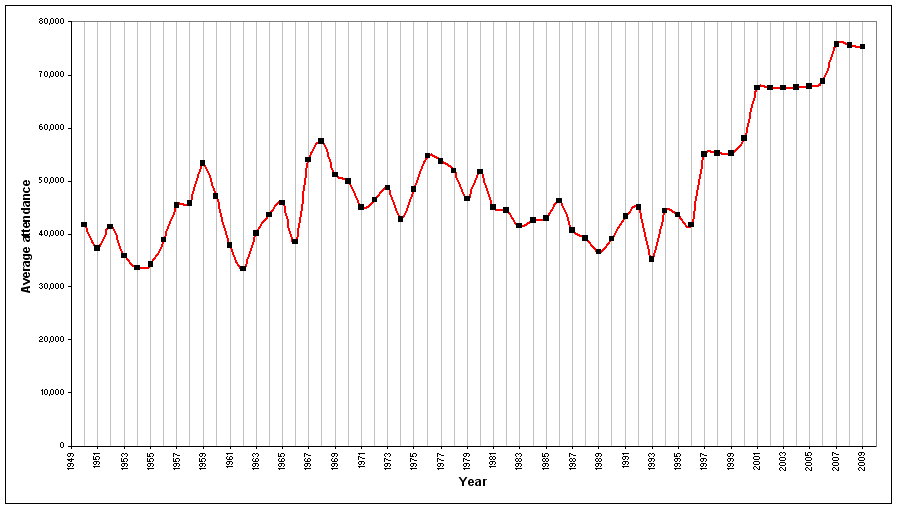
1949年至2008年曼聯每季平均觀眾人數

奧脫福球場最高入場人數是1939年3月25日舉行的英格蘭足總盃準決賽，由狼隊對陣甘士比，總共有76,962名球迷入場觀賞。 但是這時的球場並不是全座席的，因此球場可以容納更多的球迷。奧脫福全座席的入場紀錄是76,098人，是於2007年3月31日英超聯賽主場對布力般流浪時創造的。 這亦是英超的最高入場紀錄。 而奧脫福褂正式比賽入場紀錄是於2007年8月1日對國際米蘭的季前熱身賽中創造，有73,738名球迷入場觀看比賽。 在二戰後奧脫福最低入場紀錄為1950年4月29日創造的11,968人，當日曼聯以3–0擊敗富咸。 可是，球場最低人場人數其實是於1921年5月7日的一場乙組聯賽賽事，有趣的是曼聯再次未有牽涉其中。這場由史托港對莱斯特城的比賽只有令人嘖舌的13人。而這13人亦只是在較早時候觀看完曼聯對打比郡的10,000人之中的13人。
最高的全季平均入場紀錄是2006–07年度，每場有平均75,826名球迷入場觀賞賽事。 奧脫福全季最高人場人數是兩季之後的2008–09年度，總共有2,197,429人入場見證曼聯英超三連霸、奪得英格蘭聯賽盃及晉身歐聯決賽。 奧脫福全季最低平均人場人數是1930年至1931年，平均每場只有11,685人入場。

## 交通
曼聯足球會站位於奧脫福查爾頓爵士看台旁邊，是最接近奧脫福球場的火車站。車站位於利物浦至曼徹斯特線的南線之中，並位於達丁斯蓋特站及特拉福德公園站之間。車站只於比賽日才會開放，其他時間列車並不會停靠。球場亦有曼徹斯特輕鐵的奧爾特靈厄姆線及埃克爾斯線與市區連接，由輕鐵車站步行至球場亦不超過5分鐘。球場距離曼徹斯特輕鐵站及奧脫福板球場只有0.5英里（0.8）。另外乘搭巴士線17、114、236、250、252-257及X50都可以由曼徹斯特皮卡迪利車站到球場。